# Stazione di Emmachi
La stazione di Emmachi (円町駅?, Enmachi-eki) è una stazione ferroviaria situata nel quartiere di Nakagyō-ku della città di Kyoto, nella prefettura omonima in Giappone. Si trova sulla linea principale Sanin ed è utilizzata dai treni del servizio linea Sagano.

## Linee e servizi
JR West
■ Linea Sagano

## Caratteristiche
La stazione ferroviaria serve la linea Sagano che collega Kyoto con Kameoka, ed è costituita da una banchina a isola centrale con due binari su viadotto. La stazione supporta la bigliettazione elettronica ICOCA ed è dotata di tornelli automatici di accesso ai binari.
| 1 | ■ Linea Sagano | per Nijō e Kyoto                    |
| 2 | ■ Linea Sagano | per Kameoka, Sonobe, e Fukuchiyama, |

## Stazioni adiacenti
| «            | Servizio     | »               |
| Linea Sagano | Linea Sagano | Linea Sagano    |
| ------------ | ------------ | --------------- |
| Nijō         | Locale       | Hanazono        |
| Nijō         | Rapido       | Saga-Arashiyama |